# Nogomet u Rijeci
Nogomet u Rijeci igra se od relativno davnih dana. Moderni je nogomet u Rijeku dospio iz dva smjera, preko morskih luka i preko novoizgrađenih europskih željeznica.

## Povijest
Prva nogometna utakmica na području Hrvatske odigrana je u Rijeci. Godine 1873. na inicijativu Roberta Whiteheada, inženjera i vlasnika tvornice Torpedo, utakmicu su odigrale ekipe sastavljene od djelatnika Mađarskih željeznica s jedne i engleskih radnika s druge. Englezi su radili u tadašnjem Riječkom tehničkom zavodu (Stabilimento Tecnico di Fiume) koji kasnije postaje tvornica Torpedo, a utakmica je odigrana na području poznatom kao Pod Jelšun, između ulaza u bivšu tvornicu Torpedo i INA-ine rafinerije na Mlaki.
Početkom stoljeća nogomet je bio glavni šport i najrasprostranjeniji u gradu i okolici. Od različitih vrsta lopte i različitih terena do igrališta i trgova igrao se nogomet i bio prethodnik osnivanja klubova. 1890. godine, po odluci mađarske vlade, nogomet postaje obavezan u sklopu programa tjelovježbe u svim riječkim školama. Već 1899. godine u ulici Pomerio H. Wilhelm Stiller je uredio Istituto dello Sport di Fiume, u kojem je organizirao i nogometne utakmice između gradskih ekipa i ekipa egnleskih mornara i radnika koji su posječivali grad.
Dana 3. prosinca 1905. godine, u Rijeci su po prvi put gostovali zagrebački nogometaši - Prvi nogometni i športski klub Zagreb. PNIŠK Zagreb pobijedio je »Club Atletico Fiumano« rezultatom 4:3. Za domaćine su nastupili: Singer, Mathiasko, Fleischman, Fiorello La Guardia, Naschitz, Szemere, Hoelczh, Diamant,Morini, Fink i Schoen, a za goste: Baki, Slavnić, Kiseljak, Kabelka, Filipić, Koruna, Višinger, Ugrinić, Todl, Polivka i Ralo
Godine 1920. i 1921. osim prijateljskih utakmica igra se i prvenstvo Rijeke i regije Venezia Giulia. U prvenstvu sudjeluju: Olympia, Gloria, Grion Pula, Edera Trisete. Finale: Olympia – Edera 7:0. Prvak je Olympia.

### 1904.: CS Olimpia
Godine 1904. osniva se Club Sportivo Olimpia kao klub za foot-ball, tennis-lawn, plivanje, biciklizam, atletiku. Prvo zasjedanje nogometne sekcije je tema koju povjesničari još istražuju, no prvo za koju znamo sigurno je održamno 25. studenog 1906. godine. Kroz mijenjanje država i režima, sudjelovanje u razna prventsva i novim brendovima koje su razni režimi imponirali, CS Olimpia je postao današnji glavni klub u gradu, NK Rijeka.
Među osnivačima bili su braća Mittrovich, Carlo Colussi, Antonio Marchich, Aristodemo Susmel i Agelasio Satti.  Za razliku od mnogo većini klubova u gradu i okolici, on je od samog početka multikulturalnog opredjeljenja jer u njemu igraju i rade bok uz bok predstavnici svih tada glavnih etničkih riječkih skupina: Talijani, Hrvati, Mađari i Nijemci. Desetih godina se klub natjeće u turnirima Alpe-Adrie i poslije 1910. postaje glavni klub u gradu, od tad je igrao u prventsvima Austro/Ugarske, Slobodne Države Rijeka, Krlajevine Italije, a njegovi nasljdnici u Jugoslaviji i Hrvatskoj.

### 1905.: Fiumei AC
Godine 1905. osniva se Fiumei Atletikai Club, ili Club Atletico Fiumano, koji od samog početka ima vrlo aktivnu i uspješnu nogometnu sekciju. To čini ovaj klub prvom ili drugom najstarijom nogometnom institucijom u gradu. Klub je bio do 1909 glavni klub u gradu i stoga je 1909 bio predstavnik Rijeke u najvišem rangu mađarske nogometne lige. Nogometna sekcija kluba nestaje poslije 1910. i povjesničari još istražuju okolnosti, a glavni gradski klub postaje CS Olimpia.

### 1908.: SŠK / HŠK Victoria
Godine 1908. učenici sušačke gimnazije utemeljuju Srednjoškolski športski klub koji 1910. godine mijenja ime u Hrvatski športski klub Victoria.
Victorija je prvu utakmicu odigrala 4. listopada 1911. Protivnik je bila Olimpija iz Karlovca, a rezultat 12:0 u korist Victorije. Ovo je bila i prva utakmica koja se igrala po pravilima nogometne igre.
Nogometaši HŠK Victorije 1. lipnja 1913. igrali su prvu utakmicu na svom novom igralištu Kantrida s ekipom Građanskog iz Zagreba. Ta povijesna utakmica završila je rezultatom 3:0 za Victoriju.

### 1912.: CS Doria / Gloria
Dana 20. travnja 1914. osniva se klub Doria koje 1918. mijenja ime u Gloria. Stalni gosti kafića Marittimo na Piazza Dante su htijeli stovoriti proleterski klub za grad. I već 1919. osvajaju kup Grazioli. Stvarne vođe bili su Delfino, Host i Vescia.   Upravi kluba se pridružuju: Marot, Tominovich, Orsetti, Stebel, Thonon, Locatelli, Ravalico i Toglian. Momčad u sastavu Milautz, Romeo Milinovich, Negrich I, Dobrievich, Volk, Spadavecchia, Negrich II. Financijski solidna s brojnim navijačima 1920./21. osvaja regionalno prvenstvo i ulazi u Drugu ligu. Poznata je i pobjeda nad Virtus Veneziom od 7:1.
Ekipu su činili: Varglien, Giacchetti I i II, Gregar, Ossoinack, Paulinich, Diossy, Crulcich, Schmidt, Sega, Pillepich, Reich i Tarlao.

### 1914: C. S. Fiume
Godine 1914. je osnovan C. S. Fiume koji su osnovali radnici tvornice Torpeda. 30-ih godina klub postaje drugi najjaći klub u gradu, i igra u prvoj i drugoj talijanskoj diviziji.
Prvo vodstvo kluba činili su: Jugo, Barbinich i Racchetta, uz kasnije pridošle Sternissa I, Sega, Calcih, Zamparo, Vale, Puhar, Ghisdavcich i Contento. Jedini problem bio je novac jer se klub financirao samo od članarina.
Momčad: Andreis, Serdoz, Pinter, Battaia, Stiglich, Racchetta, Libero, Dobrievich, Tomaz, Slave, Stradiot, Grabner, Slavich, Battaia, Colazio, Calcich, Ghisdavcich, Coffau II, Blocher, FDobrievich, Sternissa i Burattini; Trener: Zamparo; Liga: II i III

### 1919.: NK Orijent
NK Orijent je osnovan 1919. godine pod imenom Orient. Ime klubu je dao pomorac F. Matković i u svojim počecima Orijent je bio klub radničke i đačke mladeži. U prvoj ekipi Orijenta 1919. godine igrali su: Tone Stipčić, Francele Malovac, Pere Spicjerić, Mavro Stipčić, Roko Ladišić, Perušić, Dukić, Delo Bolha, Fran Matrljan, Grozdanić i Ivić Marač.
Navijači: Red fuckers, osnovani 1988.

### 1926.: U. S. Fiumana
Unione Sportiva Fiumana (Sportski savez Fiumana) nastala je 2. rujna 1926. spajanjem nogometnih klubova Gloria i Olympia. Fiumana je objedinila najbolje igrače dvaju momčadi, prije svega braću Varglien i Milinovich. U.S. Fiumana naslijedila je stadion Kantridu, koji se u to vrijeme zvao Stadio Comunale del Littorio. Igrač Fiumane Rodolfo Volk kasnije je za Romu postigao 103 gola u pet prvenstava i još uvijek je četvrti na klupskoj ljestvici strijelaca svih vremena, a obilježilo ga je vrijeme fašizma, kada je grad bio dio Kraljevine Italije. Još jedan istaknuti nogometaš Fiumane bio je Ezio Loik, koji je kasnije prešao u Torino, momčad koja je u posljeratnom razdoblju bila četiri puta za redom prvak Italije (tzv. veliki Torino - "Grande Torino"). Loik je takodjer odigrao 9 utakmica za reprezentaciju Italije, tadašnjeg svjetskog šampiona. Prvu utakmicu U.S. Fiumana odigrala je na stadionu Kantrida (tada Stadio Comunale del Littorio) 20. rujna 1926. s ekipom Bologne F.C. u prijateljskom susretu, a slavili su gosti rezultatom 2:3. Fiumana je u sezoni 1929-30 nastupala u Talijanskoj prvoj ligi (tada Divisione Nazionale, danas Serie A), ali je plasmanom na 14. mjestu (od 16 momcadi) na kraju sezone ispala iz lige te od tada uglavnom nastupa u 2. ili 3. Taliajnskoj ligi. Klub je 1945. biti restrukturiran kao NK Kvarner (koji će kasnije postati HNK Rijeka), velika većina igrača i upravnika ostaje u novoimenovanom klubu.

### 1929.: GS Magazzini Generali
1929. osnuje se Gruppo Sportivo Magazzini Generali Fiume koji će igrati u Serie C 40-tih godina. 1943. zaustavlja aktivnost zbog rata i 1946. se osnuje na njegovom mjestu FD Javna Skladišta 1946. godine. 1951. mjenja ime u NK Lučki Radnik i 2015. u NK Doker Rijeka.

### 1946.: FD Kvarner / SCF Quarnero
SCF Quarnero (SD Kvarner) počinje svoju aktivnost krajem srpnja 1946. kao nasljednik Fiumane. U prijateljskom susretu, 1. kolovoza 1946. godine, pred 6000 gledatelja pobijedio je s 2:0 splitski NK Hajduk. Prvi gol za Kvarner postigao je Rinaldo Petronio. Za ulazak u Prvu ligu morao se odigrati dvostruki susret između Kvarnera i Unione sportiva operaia iz Pule. Kvarner je u Rijeci izgubio 1:2, ali je u Puli pobijedio 4:1, te je izborio svoj prvi ulazak u Prvu ligu.
Slavne momčadi tog razdoblja:
- 1946/47. Gino Gardassanich, Tibljaš, Blasich, Pavanello, Macorin, Bertok, Nori, Laurencich, Burattini, Petronio, Cergnar
- 1948/49. Ravnic I, Tomljenovic, Kivela, Legan, Ljubacev, Sinosich, Zikovic, Gredelj, Košak, Car, Krkovic, Osojnak, Chinchella, Stetka, Pavletic, Miculinic, Crisman, Vakanjac.

3. lipnja 1954. Kvarner postaje NK Rijeka.
Navijači: Armada, osnovani 1987.

### 1998.: ŽNK Rijeka-Jack Pot
Ženski nogometni klub Rijeka-Jack Pot osnovan je 27. kolovoza 1998. godine pod imenom Jack Pot, a od 2007. godine nosi naziv Rijeka-Jack Pot. Osnovale su ga sestre Brankica Lukanić, Ružica Gregov, Hermina Trošelj i Ankica Kovačić.

## Ostali klubovi
- Lokomotiva, osnovana 1946.
- Lučki Radnik, osnovan 1929.
- Rikard Benčić, osnovan 1948.
- Zamet, osnovan 1925.

## Istaknuti igrači

#### Do 1945. - prve generacije u Austro-Ugarskoj i Italiji
Istaknuti riječki nogometaši koji su svojim nogometnim znanjem oduševljavali do Drugog svjetskog rata i neposredno nakon njega, osvajači niza trofeja i članovi raznih reprezentacija (Kraljevina Jugoslavija, Italija, SAD):
| - Fiorello La Guardia - Luigi Ossoinach - Teodorico Goacci - Bruno Quaresima - Rodolfo Tommasi - Gino Gardassanich - Guido Gratton - Ezio Loik - Marcello Mihalich - Andrea Kregar - Ernő Egri Erbstein - Roberto Sternisa |  | - Giovanni Varglien - Mario Varglien - Rodolfo Volk - Daniel Paškvan - Slavko Šurdonja - Tullio Dapretto - Ezio Loik - Natale Froglia - Rudi Dobrijević - Nicolò Giacchetti - Mario Rena - Romeo Milinovich |

#### 1945. – 1990. - SFRJ
Nogometaši koji su za vrijeme Jugoslavije nastupali za "A", "B", amatersku i olimpijsku reprezentaciju:
| - Rinaldo Petronio - Antonio Nori - Radojko Avramović - Marijan Brnčić - Boško Bursać - Luciano Celić - Mladen Cukon - Nikica Cukrov - Dragutin Čohar - Damir Desnica - Celestin Gašparini - Nenad Gračan - Tonči Gulin |  | - Marijan Jantoljak - Ivo Jerolimov - Ivan Kocjančić - Ante Kovačić - Goran Kovačić - Andrej Kramarić - Miodrag Kustudić - Vladimir Lukarić - Angelo Milevoj - Šime Miočić - Josip Mohorović - Velimir Naumović |  | - Berislav Poldrugovac - Nereo Pugelj - Petar Radaković - Dragan Rajović - Mauro Ravnić - Milan Ružić - Vinko Srok - Ivica Šangulin - Zoran Škerjanc - Nedeljko Vukoje |

#### Nakon 1990. - Hrvatska
Od osamostaljenja Hrvatske za "A" reprezentaciju su nastupali:
| - Jasmin Agić - Boško Balaban - Leon Benko - Elvis Brajković - Goran Brajković - Igor Budan - Tonči Gabrić - Mato Jajalo - Dario Knežević - Fabijan Komljenović |  | - Andrej Kramarić - Marin Leovac - Marko Lešković - Siniša Linić - Damir Milinović - Matej Mitrović - Mladen Mladenović - Dubravko Pavličić - Saša Peršon - Renato Pilipović |  | - Mladen Romić - Robert Rubčić - Anas Sharbini - Dario Smoje - Daniel Šarić - Ivan Tomečak - Ivan Vargić - Davor Vugrinec - Zoran Vulić |

#### Nogometašice
Od Riječanki i igračica "Rijeka-Jack Pota" za hrvatsku žensku nogometnu "A" reprezentaciju nastupale su:
| - Martina Čop - Petra Glavač - Dušanka Juko - Helena Spajić - Sara Klarić - Branka Karnjus - Andrea Martić |  | - Sandra Morožin - Barbara Perić - Valentina Stipančević - Doris Turkanović - Andrea Valušpek - Ivona Zron |

## Istaknuti treneri
Najistaknutiji treneri koji su djelovali u Rijeci su:
| - Miroslav Blažević - Marijan Brnčić - Drago Čohar - Srećko Juričić - Matjaž Kek - Ivan Kocjančić |  | - Vladimir Lukarić - Ivan Đalma Marković - Tihomir Mrvoš - Željko Mudrovčić - Stojan Osojnak - Elvis Scoria |  | - Joško Skoblar - Dragan Skočić - Dragan Spasojević - Mladen Vranković - Angelo Živković |

## Vanjske poveznice
- službene stranice HNK Rijeka
- službene stranice NK Orijent  Arhivirana inačica izvorne stranice od 1. kolovoza 2015. (Wayback Machine)
- službene stranice ŽNK Rijeka Jack Pot
- službene stranice KN Armada  Arhivirana inačica izvorne stranice od 29. rujna 2013. (Wayback Machine)
- službene stranice KN Red fuckers